# Astragalus dasysemius
Astragalus dasysemius là một loài thực vật có hoa trong họ Đậu. Loài này được (Chamberlain & V. Matthews) Ponert miêu tả khoa học đầu tiên năm 1972.